# Grüntangare
Die Grüntangare (Gubernatrix cristata), früher als Grünkardinal bezeichnet, ist ein Singvogel aus der Familie der Tangaren. Er ist der einzige Vertreter der monotypischen Gattung Gubernatrix.

## Beschreibung
Die Grüntangare erreicht eine Länge von 20 Zentimetern. Beim Männchen sind Stirn, Oberkopf und Haube schwarz. Augen und Wangenstreif sind gelb. Der übrige Kopf, der Nacken und die Oberseite sind olivfarben mit schwarzen Strähnen. Die Flügel sind dunkelbraun. Die Hand- und Armschwingen sind hellgelb gesäumt. Kinn, Kehle und Latz sind schwarz. Die restliche Unterseite ist olivgelb. Die Steuerfedern sind dunkeloliv bis dunkelbraun. Die äußeren Schwanzfedern sind gelb. Der Oberschnabel ist schwärzlich hornfarben, der Unterschnabel ist heller. Die Beine sind braun. Die Augen sind dunkelbraun. Das Weibchen ist kleiner und grauer gefärbt. Die juvenilen Vögel haben Ähnlichkeit mit den Weibchen, sind aber dunkler. Sein Gesang ist laut und besteht aus melodischen Reihen von vier bis fünf Pfeiftönen.

## Lebensweise
Die Grüntangare bewohnt offenes Waldland, insbesondere mit Mesquiten-Beständen, Savannen, Buschland und Steppen in Höhenlagen bis 700 m. Er brütet im südlichen Frühjahr. Nester und Eier wurden im November gefunden.

## Verbreitung
Das Hauptverbreitungsgebiet der Grüntangare ist Argentinien und Uruguay. In Argentinien kommt er in den Provinzen San Luis, Buenos Aires, La Pampa, Río Negro (zwischen den Orten General Conesa, San Antonio Oeste und Viedma), Corrientes (in Pay Urbe und Estancia San Antonio), Entre Ríos (in den Regionen Cuchilla de Montiel, Ceibas und Estancia La Choza) sowie in Córdoba (Region Chancaní) vor. Die Verbreitung in Uruguay ist auf Paysandú, Río Negro, Florida und Rocha beschränkt. Wenige Beobachtungen gibt es aus Rio Grande do Sul in Brasilien, dem vermutlichen Überwinterungsgebiet der Art.

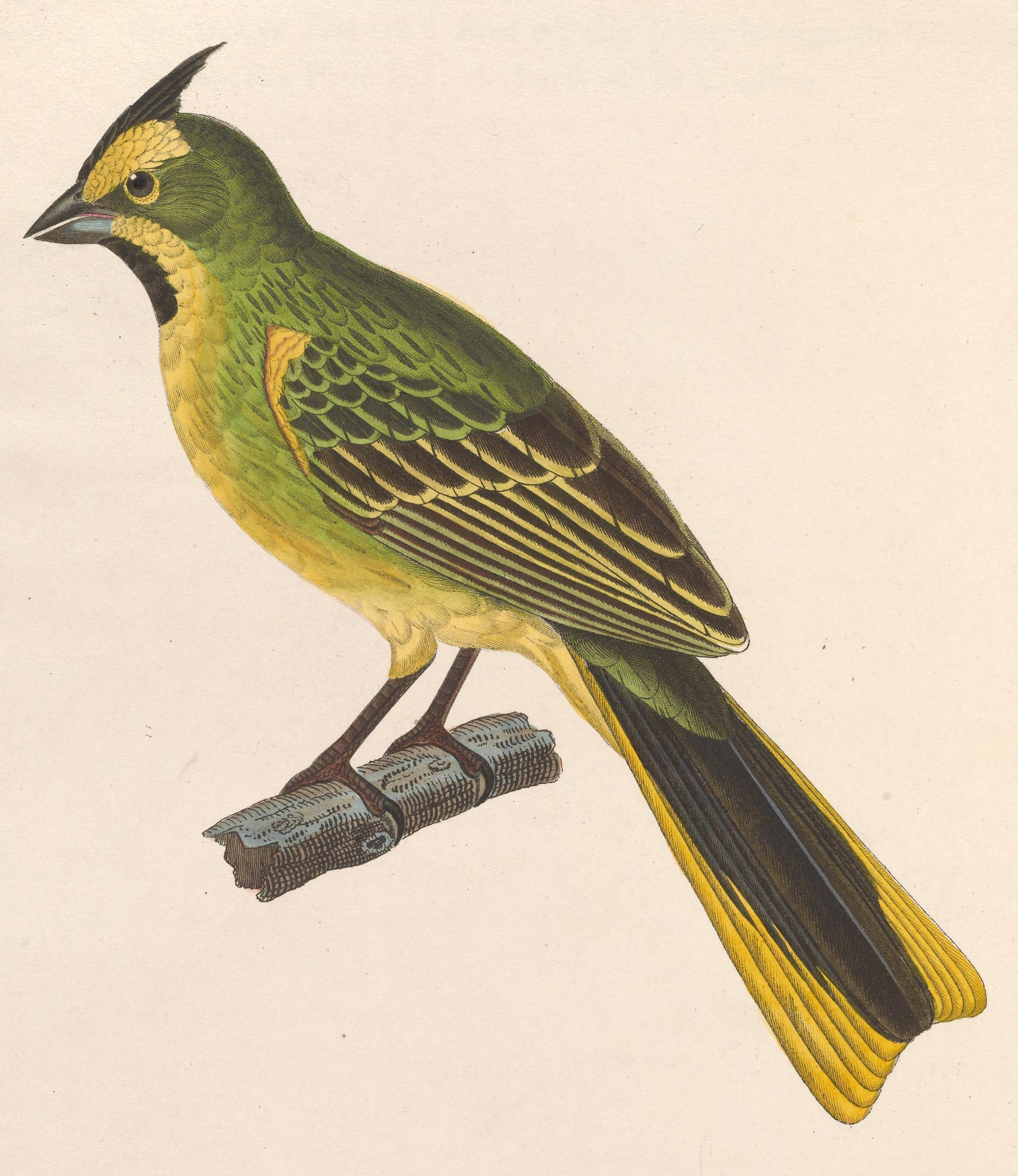
Grüntangare. Lithografie von Jean-Gabriel Prêtre

## Gefährdung
Die Grüntangare ist ein begehrter Käfigvogel und deshalb in seinem Bestand gefährdet. Weitere Bedrohungen gehen von Überweidung, der Nutzholzindustrie (insbesondere für Brennholz und Möbel) sowie durch die Hybridisierung mit der Braunsteißdiuca (Diuca diuca) aus. Er ist in Anhang II des CITES-Abkommens gelistet.

## Etymologie und Forschungsgeschichte
Die Erstbeschreibung der Grüntangare erfolgte 1817 durch Louis Pierre Vieillot unter dem wissenschaftlichen Namen Coccothraustes cristata. Erst 1837 führte René Primevère Lesson die Gattung Gubernatrix, für Emberiza gubernatrix Temminck, 1823, ein Synonym für die Nominatform, ein. Dieses ist das lateinische Wort für »Leitung« von »gubernator, gubernatoris, gubernare« für »Gouverneur, anweisen, leiten«,  welches sich auf den markanten Kamm bezog. Der Artname »cristata« ist das lateinische Wort für »Kamm, Büschel«.